# Notagogus
Notagogus is een geslacht van uitgestorven straalvinnige beenvissen, behorend tot de Macrosemïïdae. Het leefde tussen het Laat-Jura en het Vroeg-Krijt (ongeveer 155 - 113 miljoen jaar geleden) en zijn fossiele overblijfselen zijn gevonden in Europa en Mexico.

## Naamgeving
Het geslacht Notagogus werd benoemd in 1843 door Louis Agassiz in zijn werk Recherches Sur Les Poissons Fossiles. De typesoort Notagogus pentlandi werd vastgesteld op basis van een exemplaar uit de lagen van Castellammare di Stabia (grootstedelijke stad Napels, Italië) daterend uit het Barremien. Andere exemplaren van deze soort zijn ook gevonden in de beroemde Pietraroja-afzetting bij Benevento, die teruggaat tot het Albien. 
Andere soorten geplaatst in het geslacht Notagogus zijn gevonden in lagen van het Laat-Jura (Kimmeridgien) van Frankrijk (Notagogus helenae en Notagogus inimontis), van het Kimmeridgien-Tithonien van Duitsland (Notagogus denticulatus, Notagogus decoratus) van het Vroeg-Krijt van Montsec en Las Hoyas in Spanje (Notagogus ferreri), van Bernissart in België (Notagogus parvus) en van het Albien van Mexico (Notagogus novomundi). Het geslacht Blenniomoeus, altijd gevonden in de lagen van Pietraroja, wordt wel gezien als een jonger synoniem van Notagogus.

## Beschrijving
Notagogus was klein van formaat en werd meestal niet langer dan tien centimeter. Hij had een vrij langwerpig lichaam en een relatief grote kop. De snuit was spits en de muil vrij klein en ondiep, met puntige tanden, over het algemeen sterk en klein van formaat. Er waren twee rugvinnen: de eerste was hoog en liep langs de rug tot aan het einde taps toelopend, terwijl de tweede kleiner en korter was, bijna vierkant van vorm. De staartvin was groot en diep gevorkt. De anaalvin was smal en bijna tegenover de tweede rugvin staand, terwijl de buikvinnen klein van formaat waren. De borstvinnen waren iets groter dan de ventrale. De schubben, bedekt met ganoïne, waren vrij klein en bedekten het hele oppervlak van het lichaam.

## Fylogenie
Notagogus is een vertegenwoordiger van de macrosemiïden, een groep semi-ionotiforme vissen die meestal klein van formaat zijn en voorzien zijn van een reeks kenmerkende orbitale botten. Onder de macrosemiïden lijkt het erop dat Notagogus een nogal basale positie innam; binnen het geslacht lijkt het erop dat de meest basale soorten Notagogus helenae en Notagogus novomundi waren, gevolgd door Notagogus pentlandi en Notagogus inimontis, terwijl Notagogus denticulatus mogelijk de meest afgeleide soort was. De laatste soort is ook toegeschreven aan een geslacht op zich (Neonotagogus, Bravi 1994), maar deze classificatie werd niet gevolgd (Gonzalez-Rodriguez en Reynoso, 2004; Lopez-Arbarello, 2012).

## Paleobiologie
Zoals alle macrosemiïden moet Notagogus een rifvis zijn geweest die zich langzaam maar behendig tussen de rotsen bewoog; hij ving waarschijnlijk kleine dieren of voedde zich met algen. Notagogus was vermoedelijk een prooi van grote vissen, zoals Ionoscopus of Belonostomus.